# Friedrich Herrmann (Pädagoge)

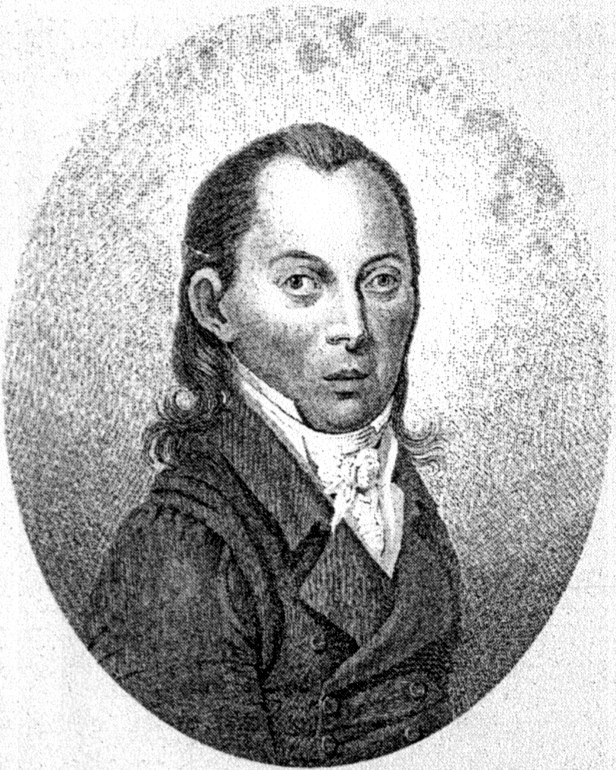
Friedrich Herrmann

Friedrich Wilhelm Herrmann (auch: Hermann, * 29. Juni 1775 in Mittweida; † 17. Januar 1819 in Lübeck) war ein deutscher Pädagoge, Publizist und Professor am Katharineum zu Lübeck während der Lübecker Franzosenzeit.

## Leben
Nach dem Schulabschluss auf der Naumburger Gelehrtenschule studierte er an der Universität Leipzig ab 1792 Evangelische Theologie und Philologie. 1798 wurde er zum Dr. phil. promoviert. Herrmann versuchte sich nun zunächst als Schriftsteller und Journalist. Im September 1799 wurde er Konrektor in Lübben. Im Sommer 1805 siedelte er nach Hamburg über, um die Redaktion der Zeitschrift Minerva zu übernehmen. Er konnte jedoch nicht davon leben und musste durch Unterricht an der Gelehrtenschule des Johanneums dazuverdienen.
Durch Vermittlung des damaligen Direktors des Johanneums, Johann Gottfried Gurlitt, erhielt er 1806 einen Ruf nach Lübeck, den er gleichzeitig mit dem neuberufenen Direktor Christian Julius Wilhelm Mosche annahm. Als 3. Professor oblag Herrmann auch die Leitung der Stadtbibliothek. Kurz nach seinem Amtsantritt musste die Schule durch die Schwierigkeiten der französischen Besatzung hindurchgebracht werden. Die Räume des Katharineums wurden ebenso wie die benachbarte Katharinenkirche als Lazarett requiriert. Die Lehrer hielten Unterricht in ihren Privatwohnungen, bis es Mosche gelang, die Schulräume zurückzuerhalten.
Herrmann gehörte mit seinen Kollegen Heinrich Kunhardt zu den Wortführern derjenigen Mitglieder des Kollegiums, die kritisch gegenüber der französischen Besatzungsmacht eingestellt waren und – wie Kunhardt schrieb – „heisse Gefühle für Ehre und Vaterland hatten laut werden lassen“. Herrmann publizierte verschiedene Aufrufe zur Befreiung. Als im März 1813 die Franzosen aus der Stadt abgerückt waren, hielt er die große öffentliche Ansprache an die zur Hanseatischen Legion hinausziehenden Freiwilligen unter dem Titel Worte der Liebe und der Erweckung, Kunhardt und Mosche dichteten Abschiedsgesänge an die Kämpfer. Als die Franzosen dann noch einmal für einige Monate (Juni–Dezember 1813) nach Lübeck zurückkehrten, musste Herrmann nach Mecklenburg flüchten.
Nach seiner Rückkehr im Dezember 1813 nahm er seine Lehrtätigkeit ebenso wieder auf wie seine zahlreichen publizistischen Unternehmungen.
Er war verheiratet mit Christiane Friederike Knorr (* um 1780; † 23. Juli 1847 in Lübeck), der Tochter eines Gutsbesitzers in Leipzig. Das Paar hatte zwei Töchter und vier Söhne.
Seit Herbst 1806 war Herrmann Mitglied der Lübecker Freimaurerloge Zum Füllhorn; von 1812 bis zu seinem Lebensende war er als Nachfolger von Friedrich Ludwig von Moltke ihr Vorsitzender Meister.

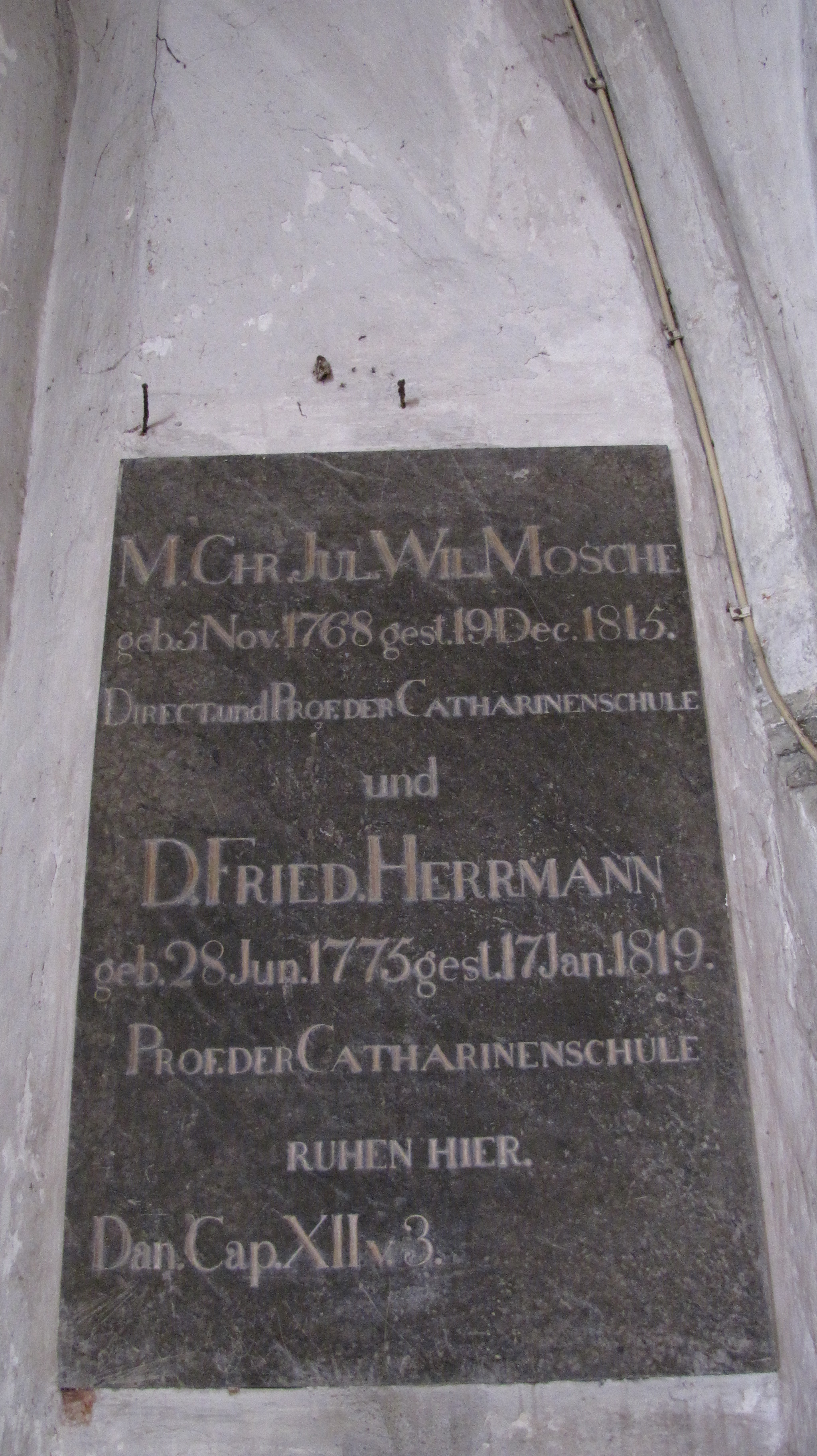
Grabstein für Herrmann und Mosche in St. Katharinen

Herrmanns Beisetzung, bei der ihm Mosches Nachfolger Friedrich August Göring die Grabrede hielt, war die letzte in der Katharinenkirche vor dem endgültigen Verbot der Bestattung in den Kirchen Lübecks (eine Ausnahme wurde dann allerdings noch 1844 mit der Beisetzung von Heinrich Kunhardt gemacht). In den zweiten südlichen Zwischenpfeiler des Unterchores der Katharinenkirche wurde eine schwarze Marmortafel eingelassen (die letzte Grabplatte der Kirche), die an ihn und an den ebenfalls hier beigesetzten Direktor Mosche († 1815) erinnert.

## Schriften (Auswahl)
Herrmanns Beiträge zur Minerva sind digitalisiert und über die Suchmaske (s. v. Hermann) recherchierbar.
- Gemählde von Ostindien in geographischer, naturhistorischer, religiöser, sittlicher, artistischer, merkantilischer und politischer Hinsicht. Supprian, Leipzig 1799
- Moralische Kinderbibliothek oder die menschlichen Pflichten in Erzählungen für die erwachsene Jugend. Gotsch, Lübben 1802
- Lucio Chiaramonte genannt Varelli, Stifter des Bundes der Furchtbaren und Rächer des Vaterlandes. Hinrichs, Leipzig 1804
- Der erste Morgen an Schillers Grabe: eine Dichtung. Gotsch, Lübben 1805
- (Übers.) Maria Edgeworth: Rosamunde. Eine belehrende und unterhaltende Geschichte für Kinder. Leipzig: Hinrichs o. J. (Digitalisat)
- Urania: eine Sammlung romantischer Dichtungen / vom Verfasser der moralischen Kinderbibliothek. Gotsch, Lübben 1806
- Die Deutschen in Nordamerika. 1806
- Bemerkungen über das Nibelungen Lied, eines der ältesten Denkmale deutscher Poesie: Am Tage der feierlichen Einführung ... des Herrn Rötger Ganslandt unter die Mitglieder eines hochedlen ... Raths d. ... Hansestadt Lübeck ... ; Lübeck am 15. Febr. 1815. Borchers, (Lübeck) (1815)
- Ueber die Seeräuber im Mittelmeer und ihre Vertilgung : ein Völkerwunsch an den erlauchten Kongress in Wien; mit dem nöthigen historischen und statistischen Erläuterungen. Michelsen, Lübeck 1815
- Argwohn und Unschuld: Drama in 3 Akten. Lübeck 1824